# Mosaicos de Um er-Rasas

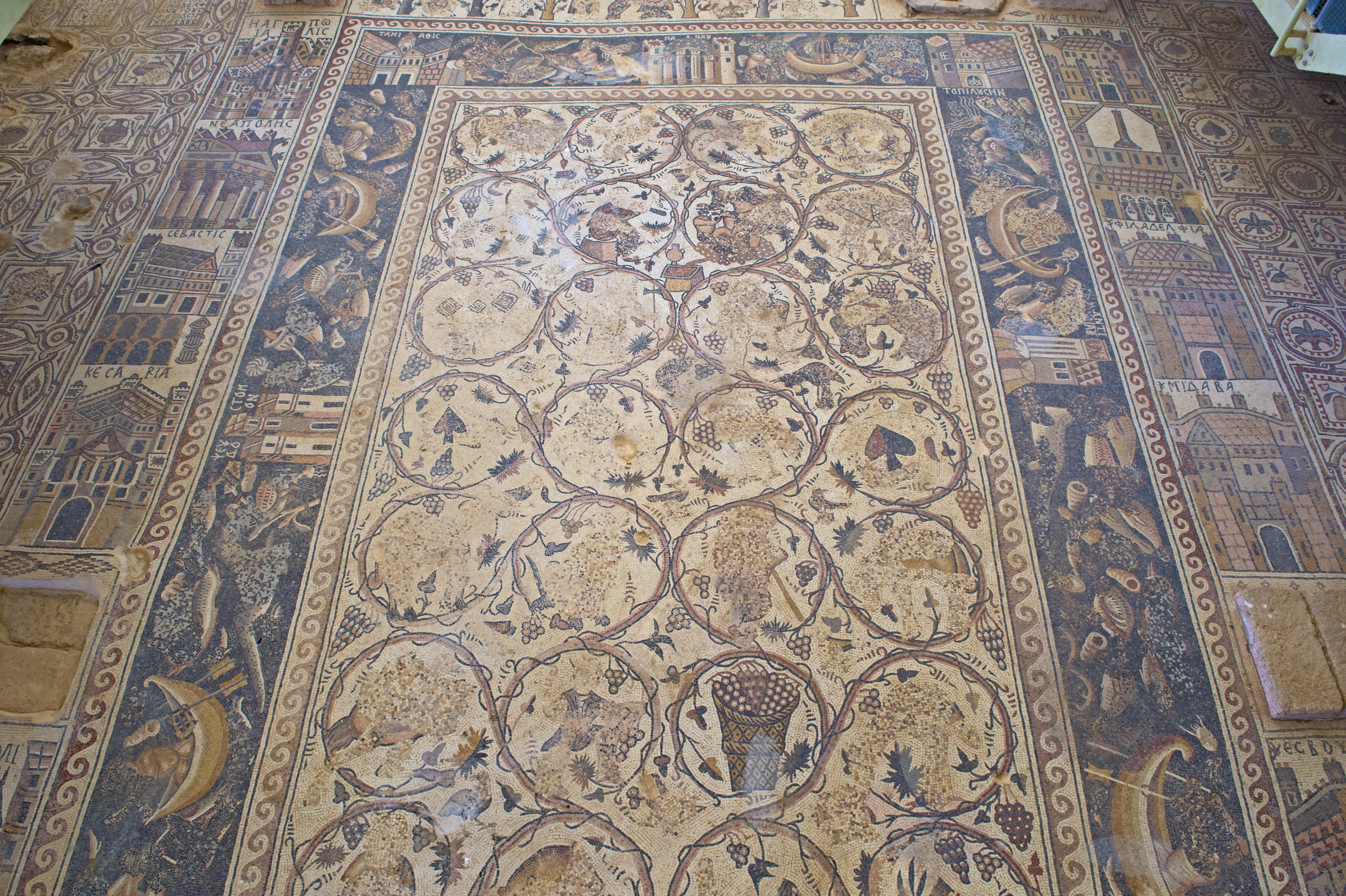
Mosaico en la iglesia de San Esteban de Um er-Rasas.

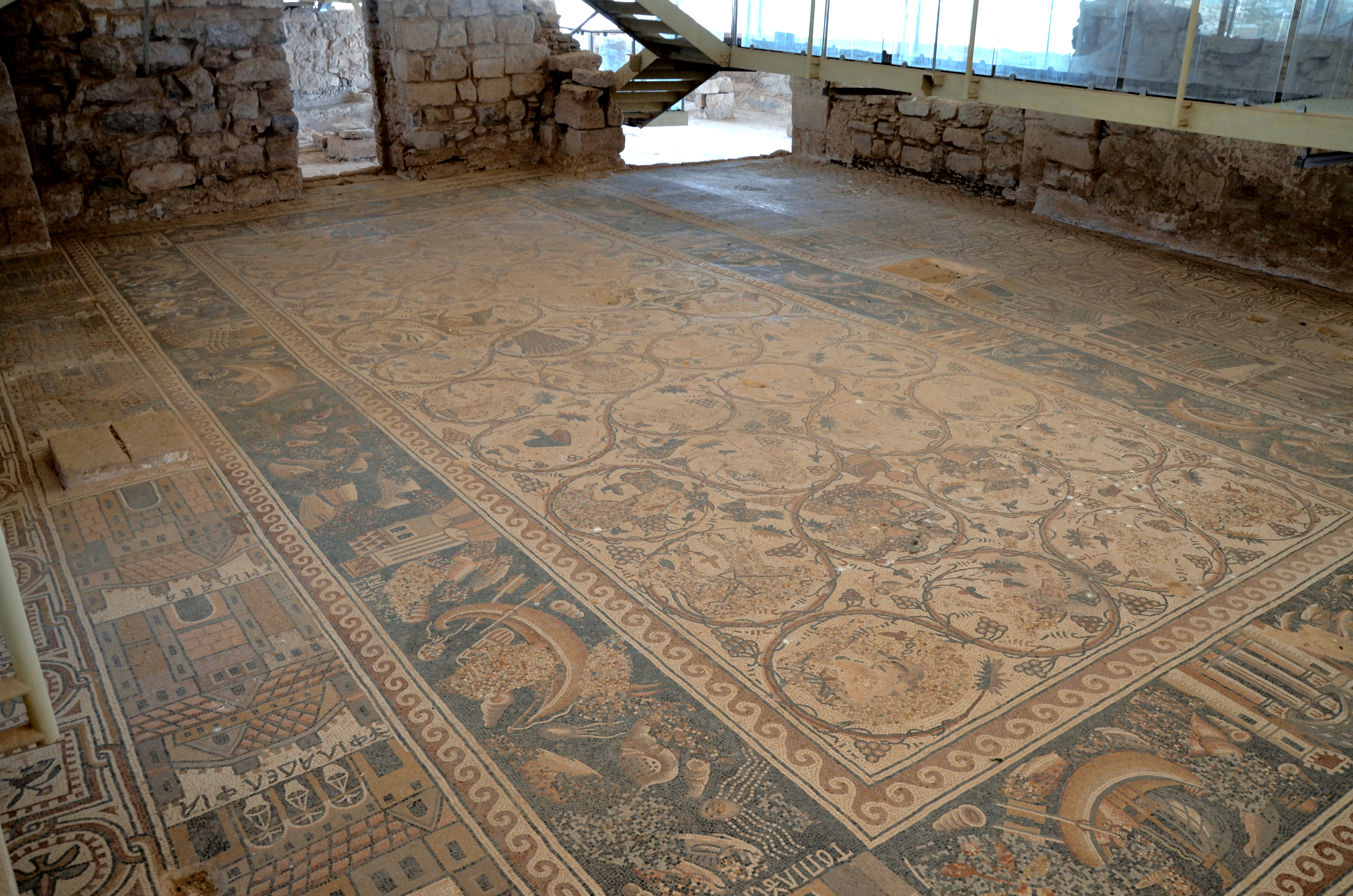
Mosaico con representaciones de ocho ciudades al oeste del río Jordán y siete al este en la iglesia de San Esteban.

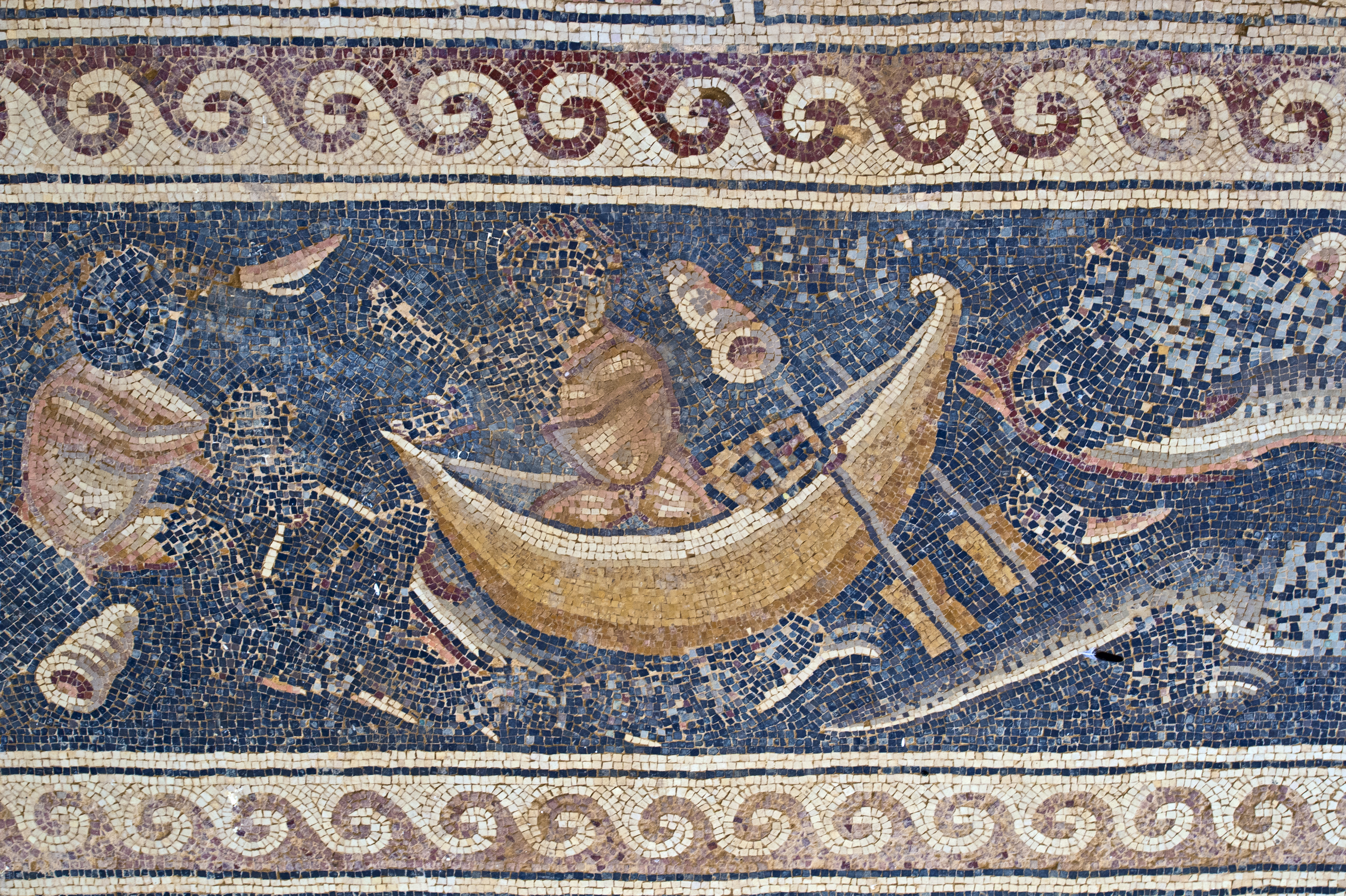
Mosaico de un pescador en su barca en la iglesia de San Esteban.

Los mosaicos de Um er-Rasas, son una serie de mosaicos bizantinos muy bien preservados, descubiertos por Michele Piccirillo en las ruinas de la iglesia de San Esteban en Um er-Rasas, la antigua Kastron Mefaa, (Jordania) en 1986.
Es de resaltar que son mosaicos pavimentales, datados, según una inscripción, en el 785, y se superponen a otro pavimento de mosaico, dañado, de la más antigua iglesia del obispo Sergio (587). Son los más grandes descubiertos en Jordania, con una serie de paneles que ilustran las ciudades romanas más importantes de la región. Forman parte del grupo de ruinas de la antigua ciudad, que contiene, sobre todo, restos de las épocas de la dominación romana y bizantina y de los primeros tiempos del islam, estando incluida en la lista del Patrimonio Mundial de la UNESCO.

## Descripción
La superficie de los mosaicos en el suelo de la iglesia de San Esteban alcanza los 500 metros cuadrados e incluye dibujos de varias fachadas clásicas de ciudades pertenecientes a Tierra Santa de las orillas oriental y occidental del río Jordán y del delta del Nilo. Su nombre está en griego. Es la segunda representación de este tipo después del conocido mosaico del mapa de Madaba, que representa a Jerusalén y Tierra Santa. Los dibujos fueron documentados durante 8 años. 
En el panel central se ilustran escenas de caza y pesca, mientras que otro panel se representan las ciudades más importantes de la región. La obra está firmada por seis maestros  mosaiquistas cristianos que ya habían vivido como súbditos del Imperio islámico, denotando la supervivencia de la Iglesia cristiana en el Oriente conquistado.
En las cercanías de la iglesia de san Esteban se han excavado otras cuatro iglesias con restos de decoración de mosaico.

## Mosaico de ciudades

### Marco exterior, lado izquierdo (norte)
En el marco aparecen ocho ciudades palestinas: 
- Jerusalén (Hagia-polis)
- Nablus (Neapolis)
- Sebastia (Sebastis)
- Cesarea
- Lydda (Diospolis)
- Eleuterópolis (Bayt Jibrin)
- Ascalón (Askalon)
- Gaza.

|           |
| Jerusalén |

|        |
| Nablus |

|          |
| Sebastia |

|         |
| Cesarea |

|       |
| Lydda |

|               |
| Eleuterópolis |

|         |
| Ascalón |

|      |
| Gaza |

### Marco exterior, lado derecho (sur)
En este marco se muestran siete ciudades de Transjordania:
- Kastron Mefaa (Um er-Rasas)
- Filadelfia (Amán)
- Madaba
- Esbounta (Hesbón)
- Belemounta (Ma'in)
- Areópolis (Rabba)
- Charachmoba (Al-Karak)

Se muestran dos ciudades adicionales al principio de cada pasillo:
- Limbón
- Diblatón

|                             |
| Kastron Mefaa (Um er-Rasas) |

|                   |
| Filadelfia (Amán) |

|        |
| Madaba |

|                   |
| Esbounta (Hesbón) |

|                    |
| Belemounta (Ma'in) |

### Marco interior
El marco interior incluye escenas del Nilo que representan peces, pájaros y plantas acuáticas, así como barcos y niños pescando o cazando, además de representar una serie de representaciones de diez ciudades del delta del Nilo:
- Alejandría
- Kasin (Ras Kurun)
- Thenesos
- Tamiathis
- Panau
- Pelusio
- Anticiaou(?)
- Eraklion (ya sea Heracleópolis Parva / Sethroë o Heracleion)
- Cinópolis
- Pseudostomón

|            |
| Alejandría |

|                   |
| Kasin (Ras Kurun) |

|          |
| Thenesos |

|           |
| Tamiathis |

|       |
| Panau |

|         |
| Pelusio |

|              |
| Anticiaou(?) |

|          |
| Eraklion |

|           |
| Cinópolis |

|              |
| Pseudostomon |